# Nett
 Nett è una municipalità di Pohnpei, (facente parte dell'omonimo distretto), uno degli Stati Federati di Micronesia. Ha 6 321 abitanti.